# Theobald von Bethmann-Hollweg
Theobald von Bethmann Hollweg (29. studenog, 1856. – 1. siječnja, 1921.) bio je njemački političar i državnik koji je služio kao peti kancelar Njemačkog Carstva od 1909. do 1917.

## Životopis

### Rani život
Rodio se 1856. u Hohenfinowu u Njemačkoj. Bio je sin pruskog činovnika Felixa von Bethmanna, kojem je otac Moritz Wilhelm August Breidenbach, potomak židovske bankarske obitelji von Bethmanna iz Frankfurta koji je bio istaknuti učenik, rektor na sveučilištu Humboldt u Berlinu i pruski ministar kulture. Cosima Wagner je bila njegova rođakinja s Bethmannove strane. Theobalova majka Isabella de Rougemont bila se francuski švicarac po nacionalnosti.
Školovao se u Pforta Gymnausim na sveučilištu u Strasbourgu, Leipzigu i Berlinu. Ulaskom u prusku diplomaciju 1882. promaknut je na poziciju predsjednika provincije Brandenburg 1899. Nakon toga služio je u pruskom ministarstvu unutrašnjih poslova od 1905. do 1907., a zatim i u carskom državnom tajništvu ministarstva unutrašnjih poslova od 1907. do 1909. 1909. na ostavci kancelara Bernharda Büllowa izabran je za njegova nasljednika.

### Na vlasti
U stranoj politici, slijedio je politiku detanta s Velikom Britanijom, nadajući se da će doći do nekog dogovora koji bi primirio te dvije zemlje i zaustavio kobna pomorska naoružavanja. No nije uspio u svom planu, zahvaljujući njegovu neprijateljstvu s njemačkim zapovjednikom mornarice Alfredom von Tirpitzom. Usprkos tenzijama koje su nastale nakon druge marokanske krize, Hollweg je ipak uspio u nekom dijelu poboljšati odnose s Engleskom, radeći s britanskim sekretarom ministarstva vanjskih poslova Edwardom Greyem pri smanjivanju tenzija tijekom Balkanske krize (1912. – 1913.). U unutrašnjoj politici, Bethmann je isto uveo nekoliko promjena. Njegova politika dijagonale, koja je djelovala između socijalista i liberala na lijevom krilu i nacionalista na desnom krilu, je samo uspjela odvratiti većinu njemačkih političara od njega.
Nakon atentata na vojvodu Franju Ferdinanda u Sarajevu 28. lipnja 1914., Hollweg i tajnik ministarstva vanjskih poslova Lottlieb von Jagow su odmah intervenirali i stali iza Austrijanaca tj. protiv Srbije te su kasnije poduzeli korake da sprijeće Greyev napor da nametne mirno rješenje. Što je indirekno dovelo do tako brzog izbijanja Prvog svjetskog rata.
Hollweg, većinom zbog njegove vanjske politike prije rata poznat po njegovoj želji da uspostavi vrlo dobre odnose s Velikom Britanijom, je bio naročito uznemiren zbog britanske deklaracije o ratu koja je kao razlog navodila njemačko narušavanje belgijske neutralnosti tijekom invazije Francuske. Pokušavao je primiriti te dvije vojne sile, no bezuspješno, Prvi svjetski rat je započeo.
Tijekom rata, Hollweg je uglavnom pokušavao voditi relativno umjerenu politiku, bez naglih vojnih poteza, no vrlo često su ga zaobilazili vojni zapovjednici, koji su imali veliku ulogu u njemačkoj agresivnijoj politici u Prvom svjetskom ratu, činio se kao vrlo liberalno nastrojen kancelar. No takav pogled na Hollwega ubrzo je bio uzdrman. Povjesničar Fritz Fischer 1960. pokazao je da je Hollweg donio više nacionalističkih odluka nego što se prije mislio. Nakon ulaska SAD-a u Prvi svjetski rat na strani Antante koji je djelomice on uzrokovao, izgubio je svu moć i kredibilitet, kako u Reichstagu tako i kod njemačkog naroda. Na vlasti je službeno ostao do srpnja 1917. kada se Reichstag pobunio, što je uzrokovalo podnošenje njegove ostavke. Na mjestu njemačkog kancelara ga je nasljedio Georg Michaelis.

### Kasniji život
Dr. von Bethmann Hollweg zadobio je svjetsku pozornost u srpnju 1919. kada je zahtijevao saveznike da mu sude umjesto Kaisera Wilhema II. Vrhovni odbor odlučio je ignorirati njegov zahtjev. Često je spominjan kao onaj kome bi Antanta mogla suditi zbog političkih prijestupa u vezi s uzrocima rata. U izvještajima iz 1919. iz Ženeve piše da je spominjan u diplomatskim krugovima kao dno monarhističkog pokreta koji podržava Hohenzollerovce i Habsburgovce, za čiji se nukleus govorilo da je pokrenut u Švicarskoj. 
Hollweg je ubrzo nakon svoga povlačenja, počeo pisati svoje memoare. Nedugo nakon Božića 1920. obolio je od upale pluća. Umro je od bolesti 1. siječnja 1921. u svojoj 65. godini.

## Vanjske poveznice
- Reflections on the world war at archive.org